# Cryptospiza
A Cryptospiza vagy hegyi asztrildok a madarak osztályának verébalakúak (Passeriformes) rendjébe és a díszpintyfélék (Estrildidae) családjába tartozó nem.

## Rendszerezésük
A nemet Tommaso Salvadoriolasz ornitológus írta le 1884-ben, jelenleg az alábbi 4 faj tartozik ide:
- Reichenow-hegyiasztrild (Cryptospiza reichenovii)
- hegyi asztrild (Cryptospiza salvadorii)
- Jackson-hegyiasztrild (Cryptospiza jacksoni)
- Shelley-hegyiasztrild (Cryptospiza shelleyi)

## Előfordulásuk
Afrika területén honosak. A természetes élőhelyük szubtrópusi és trópusi esőerdők és cserjések. Állandó, nem vonuló fajok.

## Megjelenésük
Testhosszuk 10-13 centiméter körüli.

## Életmódjuk
Magvakkal és rovarokkal táplálkoznak.